# 팔레스타인 해방대중전선

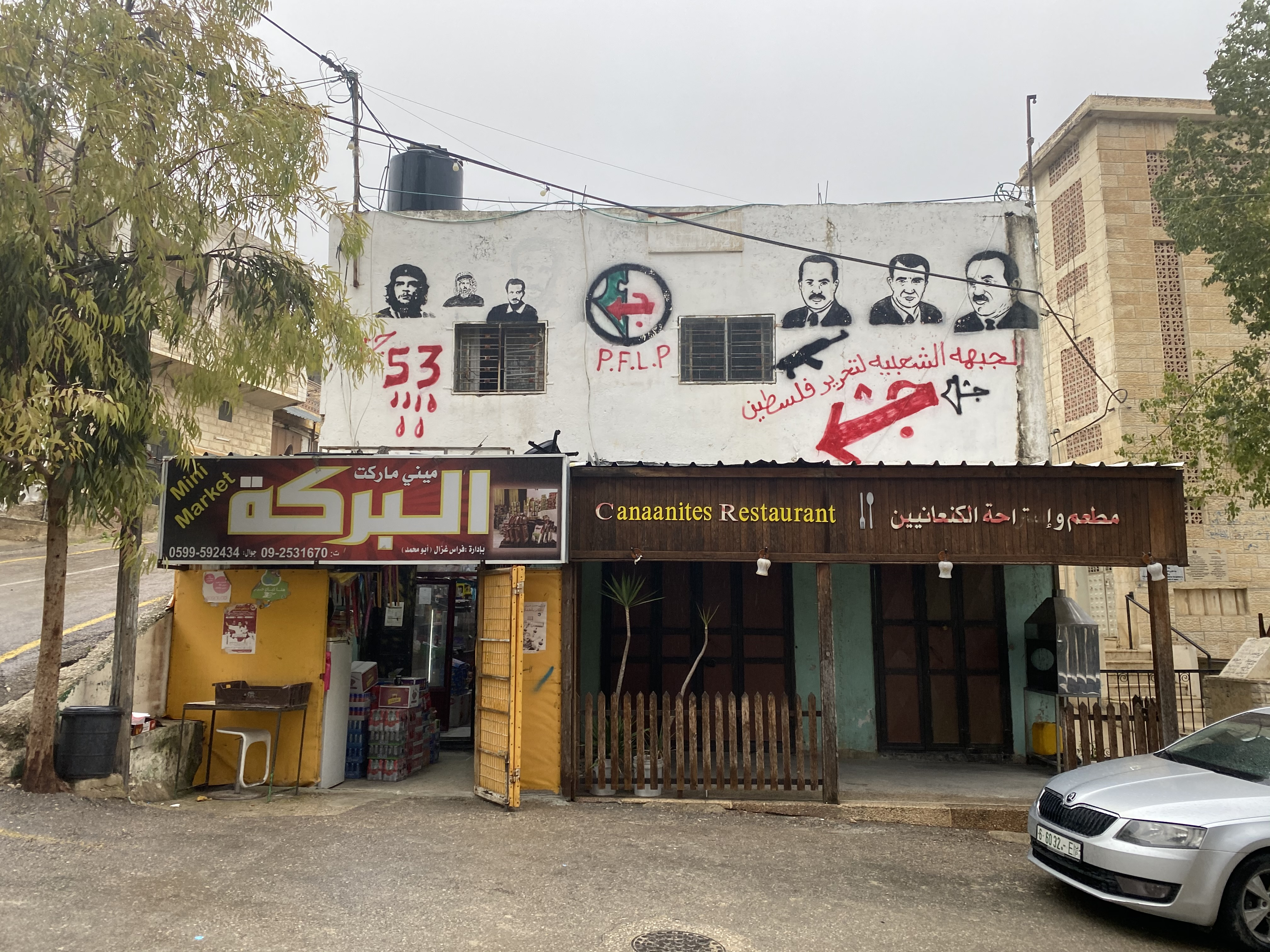
팔레스타인 해방인민전선의 중앙당사

팔레스타인 해방인민전선(الجبهة الشعبية لتحرير فلسطين, Popular Front for the Liberation of Palestine) 또는 약칭 PFLP는 팔레스타인의 마르크스-레닌주의 공산당이자 혁명적 사회주의 단체로, 1967년 주르지 하바시가 설립하였다. 1964년 설립된 팔레스타인 해방기구를 형성하는 2번째로 큰 규모의 단체로, 기구 내 가장 큰 규모의 단체는 1959년 설립된 파타이다. 2015년 PFLP는 팔레스타인 해방 기구 실행위원회와 팔레스타인 입법회에 참여하는 것을 거부했다.
오랜 세월 동안 PFLP를 이끈 지도자 아부 알리 무스타파 전 서기장이 이스라엘에 의해 살해된 이후 아흐마드 사다트가 2001년부터 중앙위원회 서기장을 역임하고 있다. PFLP는 파타가 이끄는 요르단강 서안 지구와 하마스가 이끄는 가자 지구가 모두 적법하지 않은 정부로 간주하고 있는데, 이는 팔레스타인 자치 정부가 2006년부터 운영되지 않고 있기 때문이다. 미국, 일본, 캐나다, 오스트레일리아, 유럽 연합은 PFLP를 테러 단체로 규정했다.
PFLP는 마르크스-레닌주의와 게바라주의를 이념으로 삼고 있으며, 파타의 온건적인 자세에 대해 강력히 반대한다. PFLP는 이스라엘을 국가로 인정하지 않으며, 이스라엘 정부와의 협상을 일체 거부하고 이스라엘-팔레스타인 분쟁을 일국 방안으로 해결하기를 원한다. 아부 알리 무스타파 여단은 PFLP의군사조직이다.

## 같이 보기
- 팔레스타인 해방민주전선